# Attila Kerekes
Dans le nom hongrois Kerekes Attila, le nom de famille précède le prénom, mais cet article utilise l’ordre habituel en français Attila Kerekes, où le prénom précède le nom.
Attila Kerekes, né le 4 avril 1954 à Budapest en Hongrie, est un joueur de football international hongrois, qui évoluait au poste de défenseur.

## Biographie

### Carrière en club
Attila Kerekes joue principalement en faveur du club hongrois de Békéscsabai, et de l'équipe turque de Bursaspor.
Il dispute 296 matchs en première division hongroise, inscrivant 15 buts, et 64 matchs en première division turque, inscrivant 2 buts. Il joue également deux matchs en Coupe d'Europe des vainqueurs de coupe, avec l'équipe de Bursaspor.
Son palmarès est constitué d'une Coupe de Turquie, et d'une Coupe de Hongrie. 

### Carrière en équipe nationale
Attila Kerekes reçoit 15 sélections en équipe de Hongrie, sans inscrire de but, entre 1976 et 1983.
Il joue son premier match en équipe nationale le 30 avril 1976, en amical contre la Suisse (victoire 0-1 à Lausanne).
Il figure dans le groupe des sélectionnés lors de la Coupe du monde de 1982. Lors du mondial organisé en Espagne, il joue un match contre la Belgique.

## Palmarès
Bursaspor
- Coupe de Turquie (1) :
  - Vainqueur : 1985-86.

 Békéscsabai
- Coupe de Hongrie (1) :
  - Vainqueur : 1987-88.